# Stjepan Bubanić
Stjepan Bubanić - Lektrika (Leštakovec kraj Varaždina, 25. studenog 1913. — Zagreb, 19. ožujka 1943.) bio je sudionik Narodnooslobodilačke borbe i narodni heroj Jugoslavije.

## Životopis
Rođen je 1913. godine u selu (Leštakovcu kraj Varaždina, u siromašnoj seljačkoj obitelji. Kao mladić, došao je u Zagreb, gdje se zaposlio u jednom pekarskom poduzeću, a zatim u Zagrebačkom električnom tramvaju. Bio je aktvan u radu Ujedinjenog radničkog sindikalnog saveza Jugoslavije. Sudjelovao je u mnogim štrajkovima, demonstracijama i drugim akcijama uoči rata. Član Komunističke partije Jugoslavije postao je u travnju 1941. godine.
Uskoro nakon proglašenja Nezavisne Države Hrvatske u travnju 1941., ustaška represija zahvatila je i ZET (bilo je uhićeno 16 najpoznatijih aktivista). Bubanić je uspio ostati neotkriven pred vlastima. Kao kondukter na tramvaju, radio je do ljeta 1942. godine. Tada je zbog opasnosti da bude uhićen prešao u potpunu ilegalnost. Sudjelovao je u osnivanju udarnih skupina u ZET-u. U nekim je akcijama osobno sudjelovao, poput rezanja telefonskih i električnih kablova i stupova.
Krajem 1941. godine, postao je članom Petog rajonskog komiteta Komunističke partije Hrvatske, zadužen posebno za rad u „Narodnoj pomoći“. Pored ovog, Bubanić je vršio i kurirsku dužnost, putujući u razne krajeve Hrvatske, prenoseći poruke i materijal i održavajući vezu između pojedinih partijskih i vojnih rukovodstava. U jesen 1942. godine, preuzeo je dužnost mjesnog tehničara. Organizirao je nabavu papira i drugog tehničkog materijala za potrebe ilegalnih tiskara, koje su u to vrijeme djelovale u gradu.
U rujnu 1942. godine, policija ga je opkolila u jednoj nedovršenoj kući. Agenti su ga ranili u nogu, ali je na kraju ipak uspio pobjeći. Sklonio se u jedan od ilegalnih stanova i uz liječničku pomoć ubrzo se oporavio. Zajedno s Ivanom Mečarom, političkim tajnikom Mjesnog komiteta KPH za Zagreb, 19. ožujka 1943. godine, išao je na jedan sastanak na Novoj Vesi, ne sluteći da ih je tamo čekala zasjeda. Iako su primijetili agente i skrenuli u drugu ulicu, bijeg im nije uspio, jer Mečar nije mogao trčati zbog ranjene noge. Pokušali su se probiti s oružjem u ruci, ali su poginuli u okršaju.
Ukazom predsjednika Federativne Narodne Republike Jugoslavije Josipa Broza Tita, 24. srpnja 1953. godine, proglašen je za narodnog heroja.